# 요코타촌 (후쿠시마현)
요코타촌(横田村)은 후쿠시마현 오누마군에 있던 촌이다. 1955년 3월 31일 요코타촌 등 4개 촌이 합병하여 가네야마촌이 신설되고 폐지되었다. 가네야마정의 남서부가 요코타촌이 있던 곳이다.

## 역사
- 1889년 4월 1일 - 정촌제 시행에 의해 4촌의 구역을 가지고 성립하였다.
- 1940년 4월 1일 - 요코타촌, 오타키촌 등 2개 촌이 합병하여, 새로운 요코타촌이 성립하였다.
- 1955년 3월 31일 - 요코타촌 및 누마사와촌, 가와구치촌, 혼나촌 등 4개 촌이 합병하여 가네야마촌이 신설되고, 요코타촌 등은 폐지되었다.

## 교통

### 도로
- 국도 252호선

## 참고 문헌
- 角川日本地名大辞典 7 福島県